# Ulvi Cemal Erkin
Ulvi Cemal Erkin (født 14. marts 1906 i Istanbul, Tyrkiet, død 15. september 1972) var en tyrkisk komponist og pianist. 
Han studerede i Paris, hos bl.a. Nadia Boulanger, og skrev i en modal stil blandet med tyrkisk folklore og europæisk klassisk musik. Erkin hører til gruppen The Turkish Five.
Erkin har skrevet 2 symfonier, orkesterværker, 2 klaverkoncerter, violinkoncert, strygerkvartet etc. 

## Udvalgte værker
- Symfoni nr. 1 (1944-1946) - for orkester
- Symfoni nr. 2 (1948-1951) - for orkester
- Symfoni koncertante (1966) - for klaver og orkester
- Symfonisk sektion (1968-1969) - for orkester
- Klaverkoncert nr. 1 (1932) - for klaver og orkester
- Klaverkoncert nr. 2 (1942) - for klaver og orkester